# 진성여자고등학교
진성여자고등학교(眞成女子高等學校)는 대한민국 전라남도 여수시 봉강동에 있는 사립 고등학교이다.

## 학교 연혁
- 1967년 9월 1일 : 여항실업고등학교 개교
- 1977년 8월 24일 : 학교법인 봉강학원 김재호 이사장 인수
- 1980년 3월 1일 : 학교법인 호석학원으로 재단명 변경
- 1980년 3월 1일 : 진성여자상업고등학교로 교명 변경
- 1999년 3월 1일 : 진성정보고등학교로 교명 변경
- 2005년 3월 1일 : 진성여자고등학교로 교명 변경
- 2021년 2월 8일 : 학칙변경(IT경영과 2학급, 사무행정과 2학급, 보건복지행정과 2학급, 관광레저과 2학급)
- 2022년 9월 1일 : 제14대 이진아 교장 취임
- 2022년 9월 6일 : 학칙변경(보건간호과 2학급)
- 2025년 1월 9일 : 제55회 졸업생 113명(총 졸업생 수 17,108명)

## 설치 학과
- 보건간호과
- 관광레저과
- 사무행정과
- IT경영과
- 보건복지행정과

## 참고 자료
- 진성여자고등학교 - 한국교육학술정보원 학교알리미